# John Clotworthy, I visconte di Massereene
John Clotworthy (... – 1665) è stato un politico irlandese, uno dei membri laici dell'Assemblea di Westminster ed acerrimo avversario del Conte di Strafford della cui caduta in disgrazia ed esecuzione fu uno dei protagonisti.

## Biografia
Figlio ed erede di Sir Hugh Clotworthy, che aveva ricoperto la carica di Alto Sceriffo di Antrim (ed era giunto in Irlanda
come agente della The Honourable The Irish Society in occasione della colonizzazione della Contea di Londonderry), e di sua moglie Mary Langford, figlia di Roger Langford di West Downe della parrocchia di Broadwoodwidger nel Devon.

Nel 1634 venne eletto nella Camera dei Comuni Irlandese come rappresentante della Contea di Antrim e nel 1640 in qualità di rappresentante del collegio elettorale di Bossiney fu presente sia nel Parlamento Lungo che nel Parlamento Corto. All'interno del Parlamento inglese Clotowrthy si rivelò un acerrimo avversario del Conte di Strafford. Prese attivamente parte anche alla persecuzione ed alla condanna a morte dell'arcivescovo di Canterbury William Laud, forse probabilmente per motivi religiosi.

Nel 1646, durante le Guerre confederate irlandesi cercò di negoziare senza successo con il comandante realista James Butler, I duca di Ormonde per la resa di Dublino alle forze parlamentari. Nel 1647, nel corso della Guerra civile inglese, venne accusato di aver tradito la causa dei parlamentaristi, e di appropriazione indebita, e per questo motivo fuggì nel continente europeo, facendo ritorno in parlamento nel giugno del 1648. Il 12 dicembre di quello stesso anno venne arrestato e tenuto in prigione per tre anni (trascorse parte della prigionia nel Castello di Wallingford). Avendo preso parte attivamente alla restaurazione di Carlo II venne ricompensato con alcuni incarichi di inviato in Irlanda per conto della corona inglese.

Nonostante non avesse mai abbandonato il suo odio viscerale per i papisti e per gli anglicani in favore della causa presbiteriana irlandese, tuttavia fu sempre benvisto dal monarca Carlo II d'Inghilterra che lo ricompensò dei suoi servigi nominandolo il 21 novembre 1660 Barone di Lough Neagh e Visconte Massereene della Paria d'Irlanda.
Morì senza eredi maschi e il suo titolo venne ereditato dal genero, Sir John Skeffington.